# Sophie Gasser
Sophie Gasser (* 8. November 1892 als Sophie Dübendorfer in Adliswil, Schweiz; † 15. Oktober 1978 in Innsbruck, Österreich) war eine Schweizer Schriftstellerin, die vor allem als Kinder- und Jugendbuchautorin in Erscheinung trat. Zu ihrem Repertoire zählten auch Libretti, Märchen, Kurzgeschichten und Gedichte für Radio, Tageszeitungen und Zeitschriften, wobei einige ihrer Gedichte auch vertont wurden.

## Leben
Sophie Gasser wurde am 8. November 1892 als Tochter eines Landwirtes in Adliswil im Kanton Zürich geboren. Nach dem frühen Ableben des Vaters, der 1895 im Zürichsee ertrunken war, verkaufte die Mutter die Wirtschaft und zog mit ihren beiden Kindern nach Zürich. Dort besuchte Gasser die Volksschule, danach drei Jahre lang die Sekundarschule. Dann absolvierte sie ein Jahr an der Postschule, woraufhin sie im Alter von 16 Jahren in den Dienst der eidgenössischen Post-, Telefon-, und Telegrafenverwaltung, dem Vorläufer der späteren Post-, Telefon- und Telegrafenbetriebe, eintrat.
Im Alter von 13 Jahren schrieb Gasser ihre ersten Gedichte, die sie veröffentlichte, als sie 17 Jahre war. Noch in jungen Jahren schrieb sie vor allem Beiträge für Familienblätter und Tageszeitungen. Solche Beiträge verfasste sie über die Jahrzehnte hinweg bis ins hohe Alter. Im Jahr 1926 heiratete die gebürtige Sophie Dübendorfer den Bankprokuristen Hans Gasser, mit dem sie 1933 nach Innsbruck-Amras zog. Im Tirol war sie später unter anderem mit der Schriftstellerin Anna Maria Achenrainer befreundet. Als 1951 der Turmbund gegründet wurde, war Gasser eines der Gründungsmitglieder dieser Gesellschaft.
Am 15. Oktober 1978 starb Gasser wenige Wochen vor ihrem 86. Geburtstag in Innsbruck. Ihr Nachlass befindet sich im Brenner-Archiv.

## Werke (Auswahl)

### Kinder- und Jugendbücher
- 1947: Bärbeli. Eine Geschichte von 9–14 Jahren. (Jugendbuch; Lizenzausgabe Donauland, 1966; Schweizer Verlagshaus, 1967 und 1970)
- 1951: Was wird mit Bärbeli? (Jugendbuch; Lizenzausgabe Donauland, 1966; Schweizer Verlagshaus, 1966)
- 1953: Aber Barbara! (Jugendbuch; Lizenzausgabe Donauland, 1966)
- 1955: Monika und die Zwillinge. (Jugendbuch; 2. Auflage, 1963; zusätzlich Übersetzung ins Niederländische)
- 1958: Drauf und dran, Beate! (Jugendbuch; 2. Auflage, 1963)
- 1959: Martina in Not. (Jugendbuch)
- 1960: Brigitte und nicht anders. (Jugendbuch; zusätzlich Übersetzung ins Niederländische)
- 1965: Die verzauberte Wiese. Märchen. (Jugendbuch; Donauland, 1965; Schweizer Verlagshaus, 1966)

### Erinnerungen
- 1968: Es war nicht leicht. Aus dem Leben eines Arbeitermädchens.

### Gedichte
- Der Dombusch.

### Libretti
- Rumpelstilzchen. (Oper, komponiert von Norbert Gerhold, uraufgeführt im Innsbrucker Stadttheater am 25. Februar 1956)
- Max und Moritz. (Komponiert von Anton Stark, Rundfunk Dornbirn)

### Beiträge
- Mizi im Kinderland. In: Der Schweizer Schüler. Illustrierte Wochenzeitschrift für die Jugend und Erwachsene (Verlagsunion, Solothurn), Nr. 29/1935.
- Unser Hein. (Erzählung) In: Innsbrucker Nachrichten, Nr. 214/1942, S. 5.
- Besinnung. In: Zuneigung. Literarischer Freundeskreis Serles. (Inn-Verlag, Innsbruck), 1949, S. 21.
- Der Weg. Roman eines Bergbauernbuben. In: Land Tirol, Nr. 17/1952, S. 3.
- Es spukt. (Erzählung) In: Land Tirol, Nr. 18/1953, S. 4.
- Deine Hände. (Gedicht) In: Land Tirol, Nr. 14/1954, S. 4.
- Besinnung. (Gedicht) In: Land Tirol, Nr. 9/1954, S. 3.
- Du; Nacht; Im Dunkel; Schlaflose Nacht; Deine Hände; Gottesgarten; Fliehendes Leben; Immer noch; Im Sturm geträumt; Letzte Tage. (Gedichte) In: Schöpferisches Tirol, 3. Folge: Dichtung (2. Teil). (Wagner, Innsbruck) 1963, S. 64–70.

### Vertonungen
- 1960: Norbert Gerhold: Weihnachten. Herbergsuche. (Text: Sophie Gasser; Helbling, Innsbruck)
- 1965: Norbert Gerhold: 4 Lieder. (Texte: Theodor Storm, Sophie Gasser, Manuel Oppitz; Helbling, Innsbruck)

## Ehrungen, Preise und Auszeichnungen (Auswahl)
- 1917: Förderungspreis für Lyrik der Schweizerischen Schillerstiftung
- 1950: Preis für die beste Jugendgeschichte des Jahres in Wien[2]
- 1956: Aufnahme in die Bestenliste beim Deutschen Jugendliteraturpreis für Monika und die Zwillinge